# Mountainboro
Mountainboro es un pueblo ubicado en el condado de Etowah en el estado estadounidense de Alabama. En el censo de 2000, su población era de 338.

## Demografía
En el 2000 la renta per cápita promedia del hogar era de $ 28.125$, y el ingreso promedio para una familia era de 36.563$. El ingreso per cápita para la localidad era de 12.843$. Los hombres tenían un ingreso per cápita de 29.306$ contra 15.938$ para las mujeres.

## Geografía
Mountainboro está situado en 34°8′52″N 86°7′54″O / 34.14778, -86.13167 (34.147665, -86.131765)
Según la Oficina del Censo de los EE. UU., la ciudad tiene un área total de 0.61 millas cuadradas (1.57 km²).